# Bolda
Bolda – wieś w Rumunii, w okręgu Satu Mare, w gminie Beltiug. W 2011 roku liczyła 63 mieszkańców. 